# Bamazomus aviculus
Bamazomus aviculus е вид паякообразно от семейство Hubbardiidae. Видът е уязвим и сериозно застрашен от изчезване.

## Разпространение
Разпространен е в Сейшели.